# Stilotherium dissimile
Stilotherium dissimile (лат.) — вид вымерших сумчатых млекопитающих из семейства ценолестовых (Caenolestidae), обитавших во времена миоцена (17,5—16,3 млн лет назад) на территории современной Аргентины. Типовой и единственный вид в роде Stilotherium.

## Описание
Голотип MACN 8464, правая часть нижней челюсти, найден в нижнемиоценовых породах в провинции Санта-Крус (Аргентина).

## Синонимы
В тщательном изучении ископаемых остатков не редки случаи синонимизации таксонов. У рода Stilotherium 3 младших синонима:
- Garzonia Ameghino, 1891
- Halmarhiphus Ameghino, 1891
- Parhalmarhiphus Ameghino, 1894

У вида Stilotherium dissimile таких синонимов больше:
- Garzonia annectens Ameghino, 1891
- Garzonia captiva Ameghino, 1891
- Garzonia minima Ameghino, 1891
- Garzonia typica Ameghino, 1891
- Halmarhiphus nanus Ameghino, 1891
- Parhalmarhiphus annectens (Ameghino, 1891)
- Pichipilus exilis Ameghino, 1891

Второй вид, относимый к роду, Stilotherium grande Ameghino, 1894, описанный по остаткам также из провинции Санта-Крус, объявлен младшим синонимом вида Homunculus patagonicus Ameghino, 1891.